# تاکاهیرو هوجو
تاکاهیرو هوجو (انگلیسی: Takahiro Hōjō؛ زادهٔ ۲۵ مهٔ ۱۹۸۶) بازیگر اهل ژاپن است.